# Fumarato ferroso

Fórmula del fumarato ferroso.

El fumarato ferroso {\displaystyle C_{4}H_{2}FeO_{4}} es la sal o éster de hierro (II) del ácido fumárico.
Es un polvo inodoro, con un color entre rojizo-anaranjado y rojizo-café. Puede contener tierrita suave que pueden producir rayas amarillas cuando se macera. El mismo es preparado mezclando soluciones calientes de sulfato ferroso y fumarato de sodio. Se utiliza en la industria de alimentos, aprobado por la FDA. Presenta ser poco soluble en agua y en alcohol.

## Propiedades químicas
Densidad (g/cm3, en condiciones estándar): ~2,44 (20 °C) 
Solubilidad en agua: 1,4 g/L (25 °C) 
Temperatura de fusión (K): >553 (280 °C)